# Риват (река)
Риват (тадж. Ревад; устар. Вимасай, в верховье Вимасой) — река протекающая по территории Айнинского района Согдийской области Таджикистана. Левый приток реки Зеравшан впадающий в него в 643 км от устья. Притоки с названиями — Тангисой, Мустегарсой (оба левые). Берёт начало на северных склонах Зеравшанского хребта в 1,3 км на северо-востоке от высоты 4526,7 м. В среднем течении пересекает одноимённый посёлок.
Длина — 22 км. Площадь водосбора — 111 км². Количество рек протяжённостью менее 10 км расположенных в бассейне Ревад — 9, их общая длина составляет 22 км.